# 湯齊
湯齊（？—？），號鹿河，南直隶常州府武進縣軍籍。

## 生平
万历三十七年（1609年）己酉科应天乡试举人，四十七年（1619年）己未科進士，初授浙江秀水知县，调繁嘉兴知县，擢工部主事，天啓六年十月升光禄寺少卿，七年八月叙三大殿工成，加升二级，并前加级升用，还赏银二十两、紵丝一表里。九月为营缮司郎中，崇祯元年（1628年）因言工部堂官张维枢欲卸过缮司，寻为兵科给事中张鼎延弹劾反唇参讦，以小加大，是之为逆臣，遂候处分。后仕至太仆寺丞。

## 家族
曾祖湯玠。祖父湯文明。父湯應鶚。